# Idílios do rei

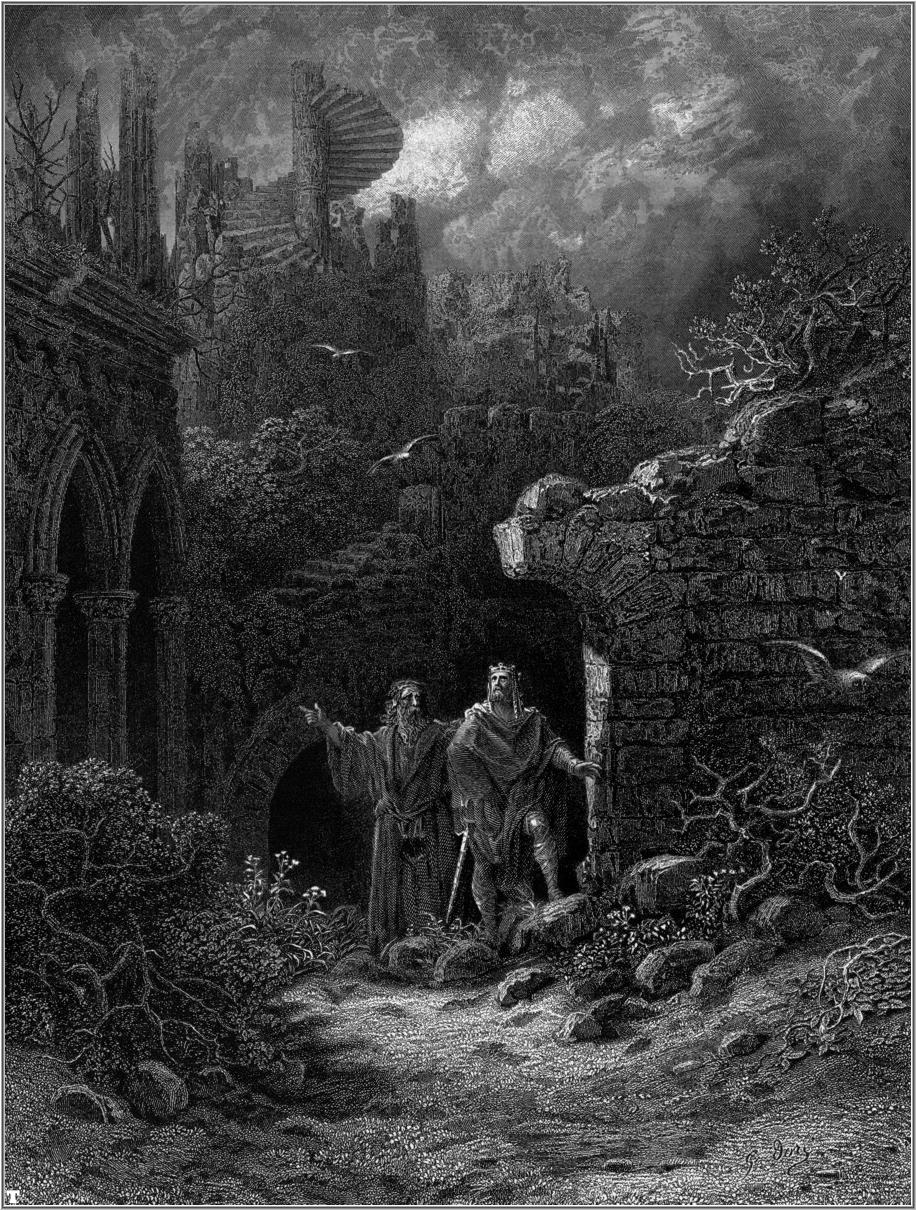
Yniol mostra ao príncipe Geraint o seu castelo arruinado, gravura de Gustave Doré

Idílios do Rei (Idylls of the King, no original em inglês)  é um conjunto de doze poemas narrativos do poeta inglês Alfred Tennyson (1809–1892) publicados entre 1859 e 1885 e que relatam a lenda do rei Artur, dos seus cavaleiros, do amor dele por Guinevere, da trágica traição desta, e da ascensão e queda do rei e do seu reino. São dedicados poemas individualmente a Lancelote, Erec (Geraint), Galahad, aos irmãos Balin e Balan, e também a Merlim e à Senhora do Lago, sendo a figura do rei central e relacionando todas as histórias.
Idylls of the King estão escritos em verso branco (excepto o último verso do último poema, que é alexandrino).
São os seguintes os onze poemas que constituem os Idílios do Rei
1. The Coming of Arthur
2. Gareth and Lynette
3. Enid
The Marriage of Geraint
Geraint and Enid
4. Balin and Balan
5. Merlin and Vivien
6. Lancelot and Elaine
7. The Holy Grail
8. Pelleas and Ettare
9. The Last Tournament
10. Guinevere
11. The Passing of Arthur

Os poemas foram dedicados em 1862 ao príncipe consorte Alberto de Saxe-Coburgo-Gota que havia falecido no ano anterior. O epílogo, "To the Queen," foi publicado em 1873.

## Cronologia de publicação
O primeiro conjunto de poemas de Idílios, "Enid", "Vivien", "Elaine", e "Guinevere", foram publicados em 1859.  "Enid" foi mais tarde dividido em "The Marriage of Geraint" ("O Casamento de Geraint") e "Geraint e Enid", e "Guinevere" foi ampliado. "The Holy Grail and Other Poems" apareceu dez anos mais tarde. "The Last Tournament" foi publicado na Contemporary Review em 1871. "Gareth and Lynette" foi publicado no ano seguinte. O idílio final, "Balin and Balan", foi publicado em Tiresias and Other Poems em 1885.